# Prunus ravenii
Prunus ravenii är en rosväxtart som beskrevs av E. Zardini och I. Basualdo. Prunus ravenii ingår i släktet prunusar, och familjen rosväxter. Inga underarter finns listade i Catalogue of Life.